# Kriva Palanka
Kriva Palanka (în macedoneană Крива Паланка) este un oraș din Republica Macedonia.

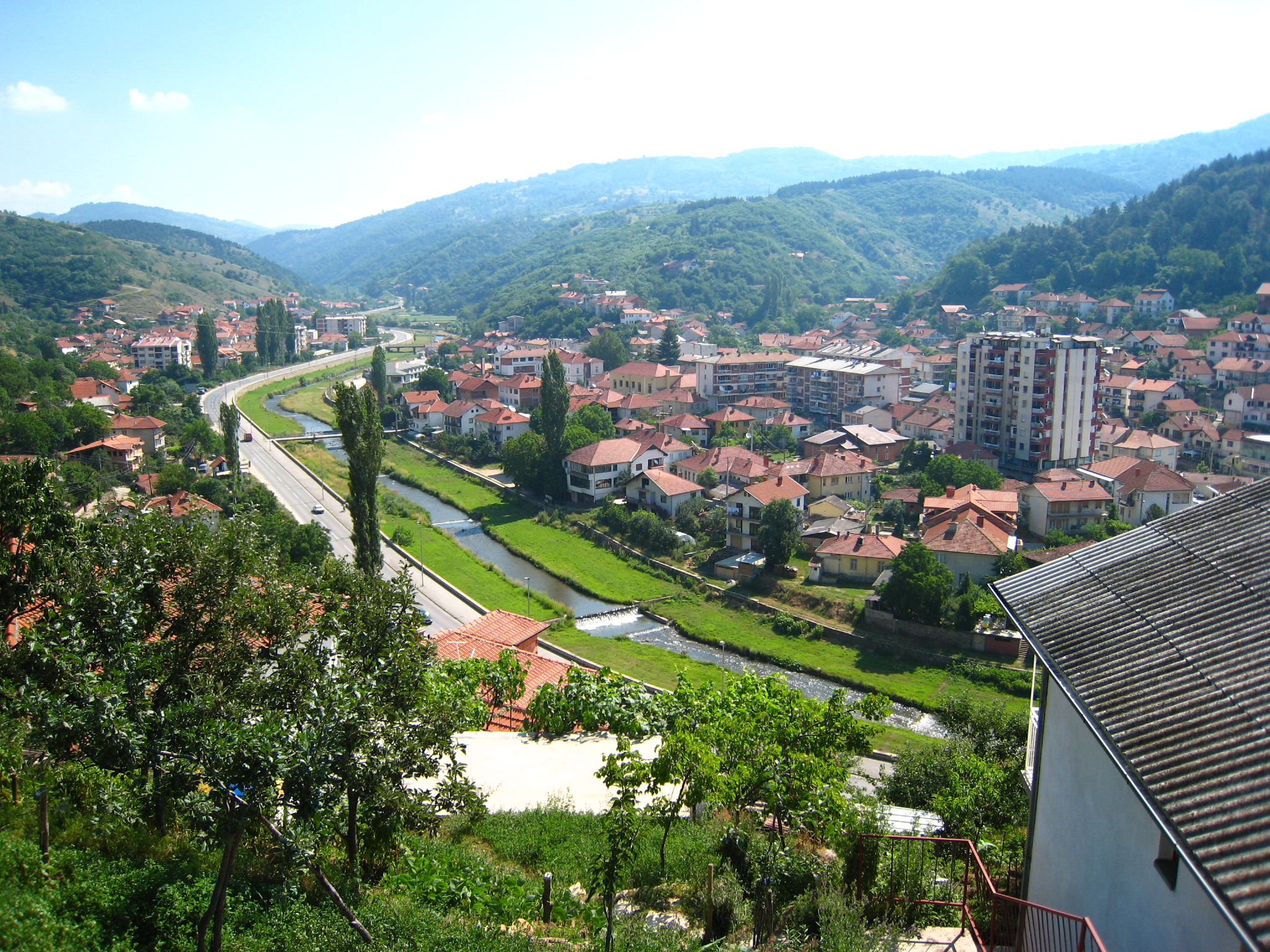
Kriva Palanka

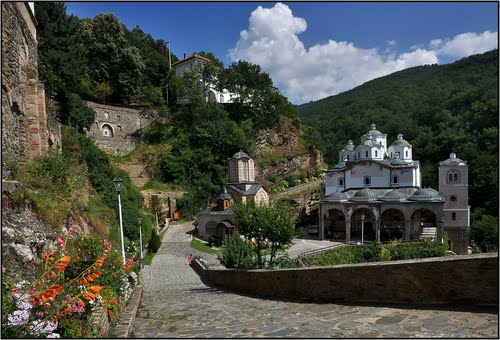
Mănăstirea Osogovo